# Слога (Петровац)
Футбольний клуб Слога (Петровац на Млаві) або просто Слога (серб. Фудбалски клуб Слога Петровац на Млави) — професійний сербський футбольний клуб з міста Петровац. Зараз клуб виступає у Першій лізі чемпіонату Сербії, другому за силою футбольному дивізіоні сербського чемпіонату.

## Статистика виступів у національних турнірах
| Сезон    | Рівень | Ліга                | Місце | І  | В  | Н  | П  | ЗМ | ПМ | РМ  | О  | Примітки          |
| -------- | ------ | ------------------- | ----- | -- | -- | -- | -- | -- | -- | --- | -- | ----------------- |
| 2006/07  | 4      | Поднайська зона     | 1     | 30 | 23 | 4  | 3  | 69 | 17 | +52 | 73 | Не кваліфікувався |
| 2007/08. | 3      | Сербська ліга Захід | 6     | 30 | 11 | 9  | 10 | 29 | 32 | -3  | 42 | Не кваліфікувався |
| 2008/09. | 3      | Сербська ліга Захід | 11    | 30 | 12 | 4  | 14 | 33 | 41 | -8  | 40 | Не кваліфікувався |
| 2009/10. | 3      | Сербська ліга Захід | 4     | 30 | 12 | 7  | 11 | 50 | 42 | +8  | 43 | Не кваліфікувався |
| 2010/11. | 3      | Сербська ліга Захід | 8     | 30 | 11 | 8  | 11 | 34 | 33 | +1  | 41 | 1/16 фіналу       |
| 2011/12. | 3      | Сербська ліга Захід | 10    | 30 | 11 | 5  | 14 | 32 | 42 | -10 | 38 | Не кваліфікувався |
| 2012/13. | 3      | Сербська ліга Захід | 1     | 30 | 22 | 3  | 5  | 54 | 24 | +30 | 69 | Не кваліфікувався |
| 2013/14. | 2      | Перша ліга Сербії   | 6     | 30 | 12 | 7  | 11 | 35 | 40 | -5  | 43 | Не кваліфікувався |
| 2014/15. | 2      | Перша ліга Сербії   | 8     | 30 | 10 | 10 | 10 | 37 | 37 | 0   | 40 | 1/8 фіналу        |
| 2015/16. | 2      | Перша ліга Сербії   | 10    | 30 | 10 | 9  | 11 | 29 | 33 | -4  | 39 | 1/16 фіналу       |
| 2016/17. | 2      | Перша ліга Сербії   | -     | -  | -  | -  | -  | -  | -  | -   | -  | -                 |

## Склад команди
Станом на 1 травня 2016
| №  | Поз. | Нац.   | Гравець              |
| -- | ---- | ------ | -------------------- |
| 2  | ЗХ   | Сербія | Стефан Савич         |
| 4  | ПЗ   | Сербія | Лазар Івич           |
| 7  | ПЗ   | Сербія | Марко Мемедович      |
| 8  | ПЗ   | Сербія | Ясмин Ракич          |
| 9  | НП   | Сербія | Нікола Джорджевич    |
| 10 | ПЗ   | Сербія | Мирослав Петронієвич |
| 11 | ПЗ   | Сербія | Горан Лепоєвич       |
| 12 | ВР   | Сербія | Деян Ранкович        |
| 13 | ЗХ   | Сербія | Філіп Іванович       |
| 14 | НП   | Сербія | Драголюб Анджелкович |
| 15 |      | Сербія | Неманья Вуканович    |
| 16 | ЗХ   | Сербія | Младен Васелинович   |

| №  | Поз. | Нац.   | Гравець                                       |
| -- | ---- | ------ | --------------------------------------------- |
| 17 | ЗХ   | Сербія | Радослав Власич                               |
| 18 | ЗХ   | Сербія | Петар Планич                                  |
| 19 | ПЗ   | Сербія | Станимир Милошкович                           |
| 20 | ПЗ   | Сербія | Драган Антанасиєвич                           |
| 21 | ПЗ   | Сербія | Мар'ян Маркович                               |
| 22 | ВР   | Сербія | Боян Мишич                                    |
| 23 | ЗХ   | Сербія | Нікола Дович                                  |
| 24 | ПЗ   | Сербія | Нікола Божич                                  |
| 32 | НП   | Сербія | Зоран Михайлович (в оренді з клубу «Ягодина») |
| 44 | ПЗ   | Сербія | Лазар Павич                                   |
| 99 | НП   | Сербія | Мілош Реїч                                    |